# Imre Alker
Imre Alker (ur. 1 grudnia 1941 w Püspökladány) – węgierski zapaśnik walczący w stylu klasycznym. Dwukrotny olimpijczyk. Czwarty w Meksyku 1968 i szesnasty w Tokio 1964. Walczył w kategorii 52 kg.
Brązowy medalista mistrzostw świata w 1967. Piąty na mistrzostwach Europy w 1968 roku.
- Turniej w Tokio 1964

Przegrał z Tsutomu Hanaharą z Japonii i Grekiem Vasiliosem Ganotisem.
- Turniej w Meksyku 1968

Wygrał z Rolfem Lacourem z RFN, Sudeshem Kumarem z Indii, Boško Marinkowem z Jugosławii, Enriquem Jiménezen z Meksyku i Jussi Vesterinenem z Finlandii, a przegrał z Władimirem Bakulinem z ZSRR.